# 塞古拉島
52°01′21″N 178°07′58″E / 52.02250°N 178.13278°E
塞古拉島是美國的火山島，位於太平洋海域，屬於拉特群島的一部分，由阿拉斯加州負責管轄，長7公里、寬6公里，最高點海拔高度1,160米，島上無人居住。